# Tachlowini Gabriyesos
Tachlowini Gabriyesos (ur. 1 stycznia 1998) – erytrejski lekkoatleta specjalizujący się w biegach długodystansowych, olimpijczyk z Tokio 2020 i Paryża 2024, uchodźca, występuje pod neutralną flagą w reprezentacjach uchodźców.
Podczas igrzysk w Tokio był chorążym olimpijskiej reprezentacji uchodźców.

## Życiorys
Mając 12 lat Gabriyesos wraz ze swoim 13-letnim przyjacielem uciekł z Erytrei do Etiopii. Następnie chłopcy wyruszyli pieszo przez Sudan i Egipt do Izraela, gdzie został aresztowany. Po wyjściu z aresztu zamieszkał w Haderze, gdzie został przyjęty do szkoły oraz spotkał trenera biegania i rozpoczął treningi.
Obecnie mieszka i trenuje w stolicy Izraela Tel Awiwie. Należy do klubu Emek Hefer. Jest stypendystą programu Międzynarodowego Komitetu Olimpijskiego skierowanego do sportowców-uchodźców IOC Refugee Athlete Scholarship.
Z powodu swojego statusu miał problemy wizowe podczas wylotów na zawody. W 2019 przed Mistrzostwami Świata w Lekkoatletyce 2019 w Dosze, w Katarze, gdzie z opóźnieniem dotarł, oraz rok później przed Mistrzostwami Świata w Półmaratonie 2020 w Gdyni, w Polsce, w których ostatecznie nie wystąpił.
14 marca 2021 podczas maratonu w Hula Lake Park w Izraelu uzyskał czas 2:10:55, co dało mu kwalifikację olimpijską na igrzyska w Tokio jako pierwszemu sportowcowi-uchodźcy. Był to dopiero drugi oficjalny maraton, w którym brał udział.

## Udział w zawodach
| Rok  | Impreza                                 | Miejsce        | Konkurencja    | Eliminacje | Eliminacje | Finał    | Finał   | Pozycja | Reprezentacja |
| Rok  | Impreza                                 | Miejsce        | Konkurencja    | Rezultat   | Pozycja    | Rezultat | Pozycja | Pozycja | Reprezentacja |
| ---- | --------------------------------------- | -------------- | -------------- | ---------- | ---------- | -------- | ------- | ------- | ------------- |
| 2019 | Tiberias Marathon                       | Tyberiada      | półmaraton     | —          | —          | 1:05:55  | 1.      | 1.      | –             |
| 2019 | Mistrzostwa Świata w Lekkoatletyce 2019 | Doha           | bieg na 5000 m | 14:28.11   | 34.        | NQ       | NQ      | 34.     | ART           |
| 2020 | Tiberias Marathon                       | Tyberiada      | maraton        | —          | —          | 2:14:57  | 1.      | 1.      | –             |
| 2021 | Agmon Hahula Marathon                   | Hula Lake Park | maraton        | —          | —          | 2:10:55  | 6.      | 6.      | –             |
| 2021 | Letnie Igrzyska Olimpijskie 2020        | Tokio          | maraton        | —          | —          | 2:14:02  | 16.     | 16.     | EOR           |
| 2022 | Mistrzostwa Europy w Lekkoatletyce 2022 | Monachium      | maraton        | —          | —          | DNF      | DNF     | DNF     | ART           |
| 2024 | Letnie Igrzyska Olimpijskie 2024        | Paryż          | maraton        | —          | —          | 2:12:47  | 42.     | 42.     | EOR           |